# Elektrociepłownia Władysławowo
Elektrociepłownia Władysławowo – elektrociepłownia gazowa produkująca energię elektryczną i ciepło we Władysławowie. Właścicielem i operatorem obiektu jest spółka Energobaltic.

## Historia
Prace koncepcyjne nad budową elektrociepłowni trwały od 1997 roku, kiedy zawiązano przedsiębiorstwo Energobaltic. Założycielami firmy były spółki PTS Hydromex Sp. z o.o. oraz Przedsiębiorstwo Poszukiwań i Eksploatacji Złóż Ropy i Gazu Petrobaltic S.A. Realizację inwestycji rozpoczęto pod koniec 2001 roku. Podpisanie Aktu Erekcyjnego Elektrociepłowni Gazowej we Władysławowie miało miejsce 3 grudnia 2001 roku. Zakład rozpoczął swoją działalność już we wrześniu 2002 roku. Spółka w całości jest własnością Petrobalticu.

## Elektrociepłownia
Elektrociepłownia zlokalizowana jest we Władysławowie u samej nasady Mierzei Helskiej w bezpośrednim sąsiedztwie Nadmorskiego Parku Krajobrazowego. Ze względu na rodzaj zasilania zakład jest unikatowy w skali Polski. Elektrociepłownia do produkcji energii elektrycznej i ciepła wykorzystuje gaz towarzyszący wydobyciu ropy naftowej z podmorskiego złoża B3 eksploatowanego przez Petrobaltic. Gaz dostarczany jest do zakładu podmorskim rurociągiem łączącym go z platformą Baltic Beta. Wcześniej przed realizacją inwestycji gaz ten był spalany w pochodni na platformie.
W związku ze złożonym składem gazu towarzyszącego złożom ropy naftowej (tylko 45% metanu, 20% ciężkich węglowodorów propan-butan) elektrociepłownia została wyposażona w część rafineryjną która separuje z dostarczanego rurociągiem surowca propan-butan oraz kondensat gazu naturalnego.

## Ekologia
Dzięki zagospodarowaniu dotychczas traconego w pochodni na platformie gazu elektrociepłownia podczas swojej pacy eliminuje zużycie ok. 75 tys. ton węgla rocznie:
- Produkcja energii elektrycznej – eliminacja zużycia 36 tys. ton węgla rocznie
- Produkcja energii cieplnej – eliminacja zużycia 7 tys. ton węgla rocznie
- Produkcja propanu-butanu – eliminacja zużycia 32 tys. ton węgla rocznie

## Nagrody
- Medal Wojewody „Sint Sua Praemia Laudi”, wrzesień 2007
- Green Apple Awards 2007
- Super Bursztynową Złotówką 2006 – „Klientem 15-lecia” za wieloletnią kompleksową współpracę z BOŚ SA Oddział Gdańsk
- 19 grudnia 2005 roku projekt „Elektrociepłownia Władysławowo” został laureatem Krajowej Edycji Europejskich Nagród „Biznes dla Środowiska” i tym samym zakwalifikowany został do konkursu Europejskie Nagrody „Biznes dla Środowiska”
- Konkurs Programu Czysty Biznes
- Lider Polskiej Ekologii 2004
- Konkurs Mistrz Techniki Warszawa 2004 – Nagroda NOT II-go stopnia
- „Budowa Roku 2003” – Nagroda II stopnia w konkursie Polskiego Związku Inżynierów i Techników Budownictwa za „Budowę Elektrociepłowni Władysławowo wraz z Nadrzędnym Układem Sterowania i Automatyki”.